# Buzuki

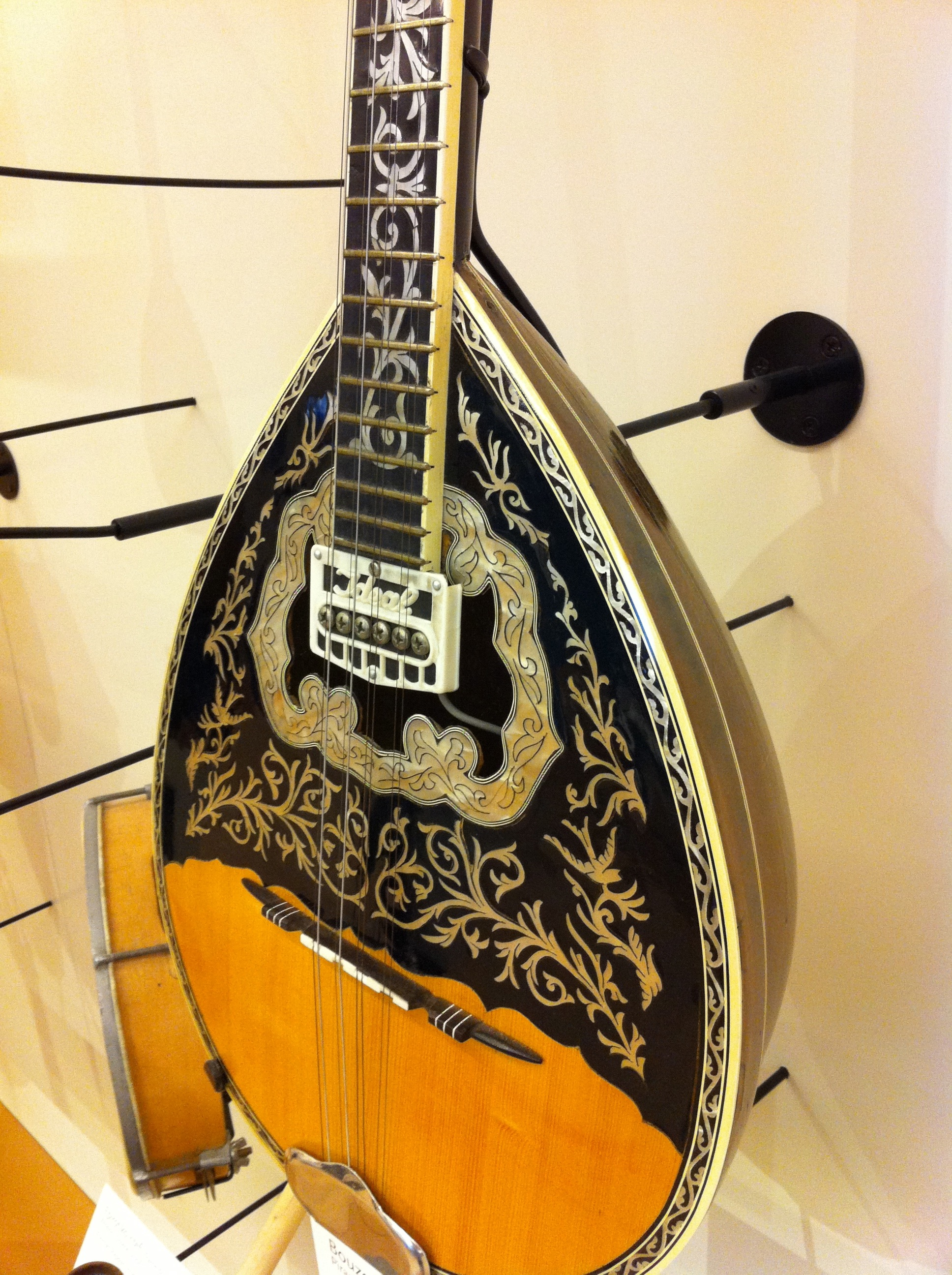
Buzuki eléctrico

El buzuki o bouzouki o guitarra del sol (en griego: μπουζούκι) es un instrumento musical originario de Grecia, de cuerda pulsada con cuerpo en forma de pera y provisto de un mástil muy largo. Forma parte de la familia de los instrumentos cordófonos de mástil, y tiene una apariencia similar a la de la mandolina. El frente de la caja del buzuki es plano, con boca ovoide, decorada por una roseta, y la tapa trasera es tallada en distintas maderas, de forma cóncava (tipo gota). Normalmente se presenta con un número de trastes mayor al de una guitarra, con 22 a 26 trastes de bronce. y suele decorarse con nacarados. Este instrumento se toca con plectro o púa, y tiene un sonido metálico abierto, debido a que se utilizan cuerdas de acero fino, o niqueladas, y su afinación facilita la mezcla de acordes de dos notas, bajos y contramelodías. El antecesor del buzuki y demás instrumentos con mástil es la pandora (llamado panduris, o pandura), instrumento que por los hallazgos arqueológicos se presume fue inventado en la antigua Grecia, ya desde la era del bronce. 
Es un pilar de la música griega moderna, tanto en composiciones instrumentales y bailes como en acompañamiento inseparable de canciones, especialmente en la música laiká o popular y en el rebético, estilo este último que recuerda en ciertos aspectos al cante jondo flamenco, aunque el baile que le corresponde es ciertamente muy distinto, ya que nació en los ambientes marginales de la Atenas de principios del siglo XX, asiento de importantes suburbios formados por miles de griegos expulsados de Anatolia (actual Turquía), y posteriormente fue integrado en el acervo de la llamada "música ligera". 
Hay dos tipos principales:
- Tricordo (τρίχορδο), con tres pares de cuerdas, afinadas normalmente en Re-La-Re, que es el modo tradicional.
- Tetracordo (τετράχορδο), más moderno, adoptado para ampliar las posibilidades armónicas del instrumento con cuatro pares de cuerdas, afinadas Do-Fa-La-Re, análogamente a la afinación de las cuatro cuerdas agudas de la guitarra pero un tono por debajo (en la guitarra la afinación de las cuatro cuerdas inferiores es Re-Sol-Si-Mi).

## Etimología

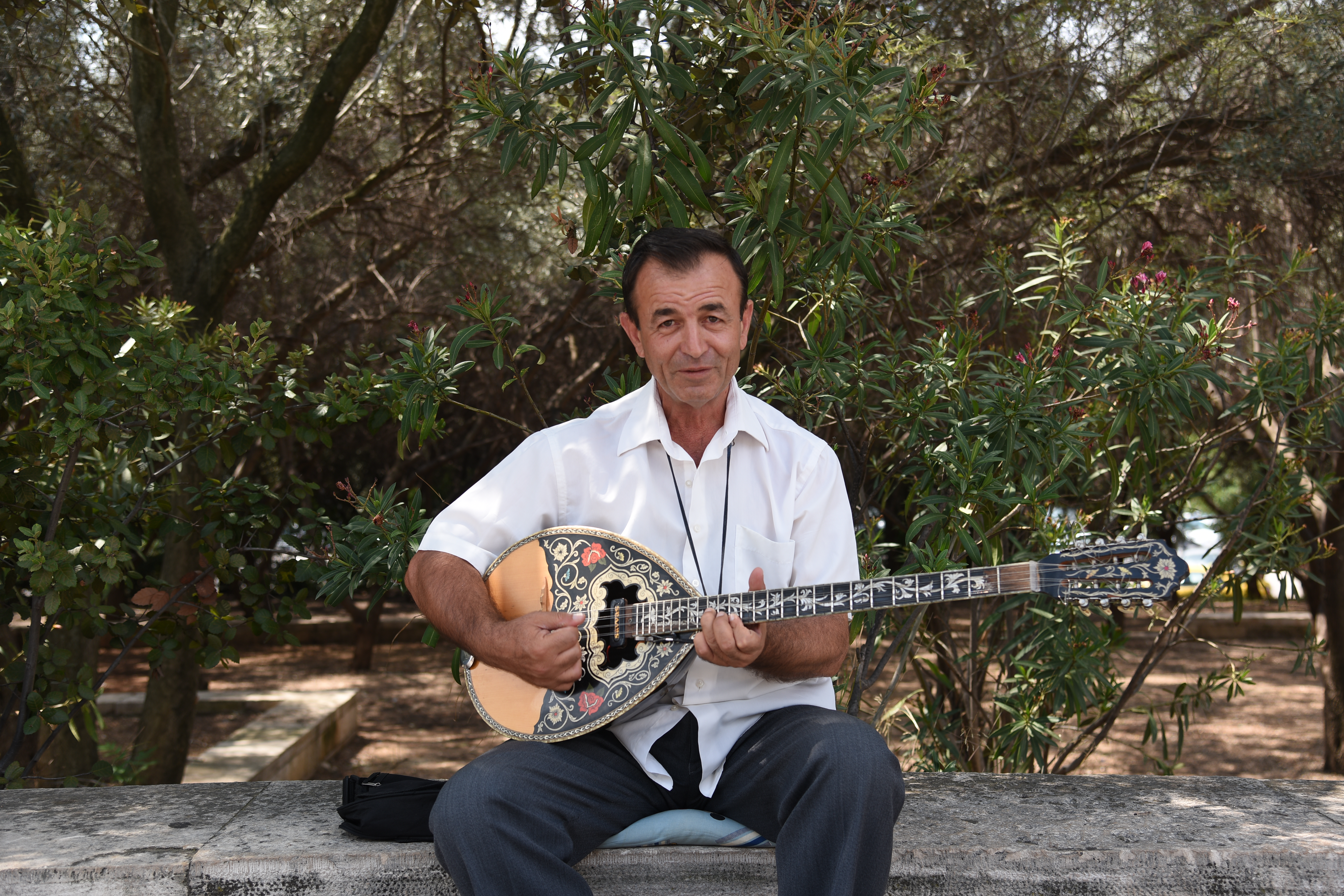

El empleo de la palabra de este instrumento (solo en nombre), proviene de la época de la dominación turca en la Anatolia griega. Se ha llegado a la conclusión, de que el buzuki ha sido nombrado a partir de la denominación utilizada para el saz turco. Por tanto, «bozuk» en turco, significa «quebrado» y/o «modificado», y se emplea aquí para especificar el tipo de afinación.
Otra etimología popular sostiene que la palabra «bozuk» fue usada para las diferentes afinaciones (en turco, «düzen») que se requieren para tocar el instrumento en diversos modos musicales, conocidos como dromoi en griego y como maqam (pl. maqamat) en árabe. Una afinación denominada bozuk düzeni (afinación rota) existe en la música tradicional de Grecia

## Historia

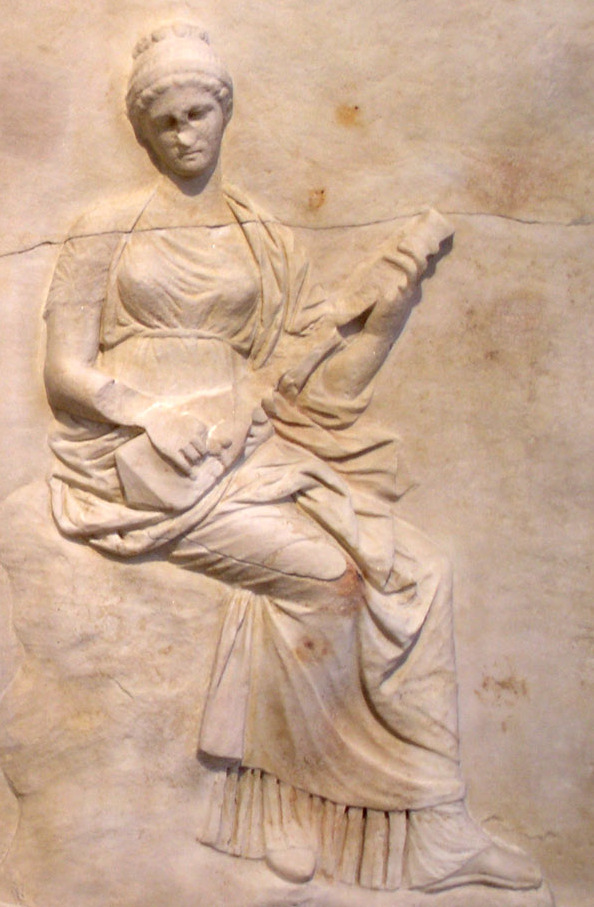
La pandura, relieve de la Antigua Grecia del Este instrumento es antecesor del buzuki y demás instrumentos con mástil.

En la Antigua Grecia, este instrumento ya era conocido como panduris o pandurion, y era llamado también tricordo (τρίχορδο) porque tenía tres cuerdas. Fue el primer instrumento con trastes de que se tenga registro, y es el precursor de las numerosas familias de laúdes existentes en el mundo. 
La fuente de nuestro conocimiento sobre este instrumento es la basa de mármol con relieves de las musas de Mantinea, del siglo IV a. C., atribuida al taller de Praxíteles y ahora expuesta en el Museo Arqueológico Nacional de Atenas. En ella se representa la mítica competencia que tuvo lugar entre Apolo y Marsias, y una de las figuras es una musa sentada en una roca y tocando un panduris.
A partir de la época bizantina, el instrumento fue llamado tamburas. El tanbur turco moderno es prácticamente idéntico al antiguo panduris griego. En una exhibición del Museo Arqueológico Nacional de Atenas se muestra el tamburas de uno de los héroes de la revolución griega de 1821: el general Ioannis Makriyiannis (Ιωάννης Μακρυγιάννης, 1797 - 1874). En este tamburas se observan las hechuras principales del buzuki empleado en el estilo musical llamado rebético.
Después de la guerra de independencia griega, en el Asia Menor entre 1919 a 1923, los griegos huyeron de sus tierras. Estos refugiados trajeron con ellos una música conocida como esmirneika, que hacía uso del laúd árabe (oud; o uti, como lo llamaron los griegos). Pronto el uti fue substituido por el buzuki, y la esmirneika terminó fundiéndose con el estilo rebético.
Los primeros buzukis eran tricordos, con tres pares de cuerdas y generalmente estaban afinados en Re-La-Re. Esta afinación es muy conveniente para interpretar la música típica del Oriente Medio, ya que el acorde abierto, con las cuerdas al aire, no es mayor ni menor al no tener tercera, y eso da gran libertad para la ejecución de las melodías. Los buzukis tricordos todavía se fabrican, y son altamente populares entre los aficionados de la música rebética.
Luego de la Segunda Guerra Mundial, comenzaron a aparecer los buzukis tetracordos. No se tiene claro quién fue el primero en agregar el cuarto par de cuerdas, pero posiblemente fuera Stefanakis o Anastasios Stathopoulos (padre de Epaminondas Stathopoulos, fundador de la casa constructora de las guitarras Epiphone). El buzuki tetracordo fue popularizado por Manolis Chiotis (Μανώλης Χιώτης, 1920 - 1970).

## Tipos de buzuki

### Tricordo

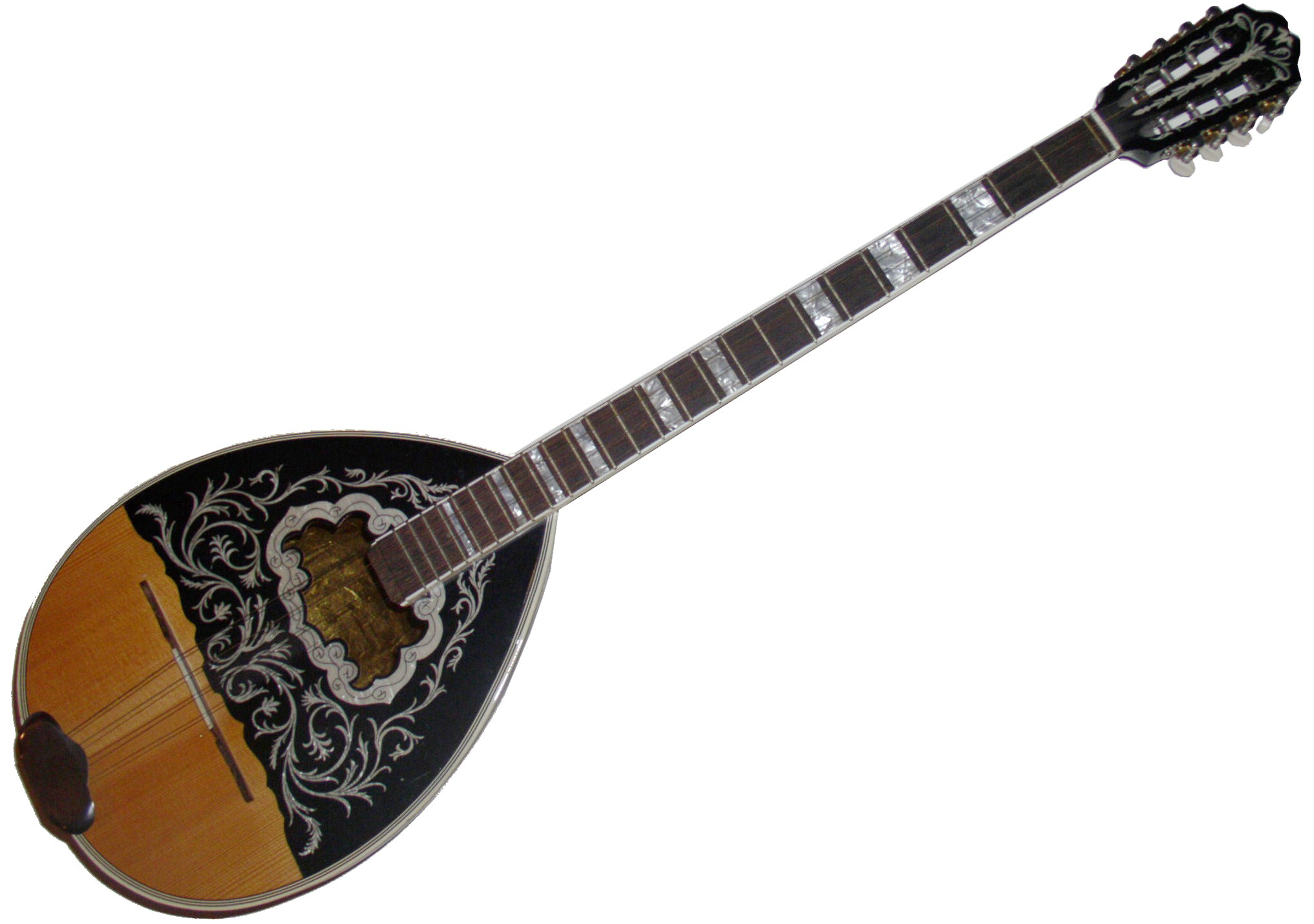
Buzuki clásico, el tetracordo (8 cuerdas)

El buzuki tricordo era el tipo más común alrededor del año 1920. Tenía trastes fijos en lugar de móviles, y tenía 6 cuerdas agrupadas en tres pares. Este tipo de buzuki fue utilizado para interpretar el género rebético, y muchos ejemplares tenían un clavijero para alojar cuatro pares de cuerdas, a pesar de que sólo se utilizaban tres. 
Esto era debido a que los lutieres de la época lograban conseguir más fácilmente clavijeros de mandolina, que sí estaban hechos para cuatro pares de cuerdas. 
- Afinación: secuencia Re-La-Re (o Mi-Si-Mi).

### Tetracordo
Este tipo de buzuki tiene 8 cuerdas metálicas que se disponen en 4 pares. Fue concebido e introducido en escena por un rebetis importante, Manolis Chiotis, a comienzos de la década de los años 40. En los dos pares agudos, las dos cuerdas de cada par se afinan en la misma nota. Estos dos pares se utilizan para tocar melodías, generalmente con los dos pares tocados simultáneamente.
En los graves, cada par consiste en una cuerda gruesa entorchada y una cuerda delgada afinada una octava más aguda. Con esta afinación, estos dos pares agregan plenitud al sonido y se emplean en armonía y en tonos bajos.

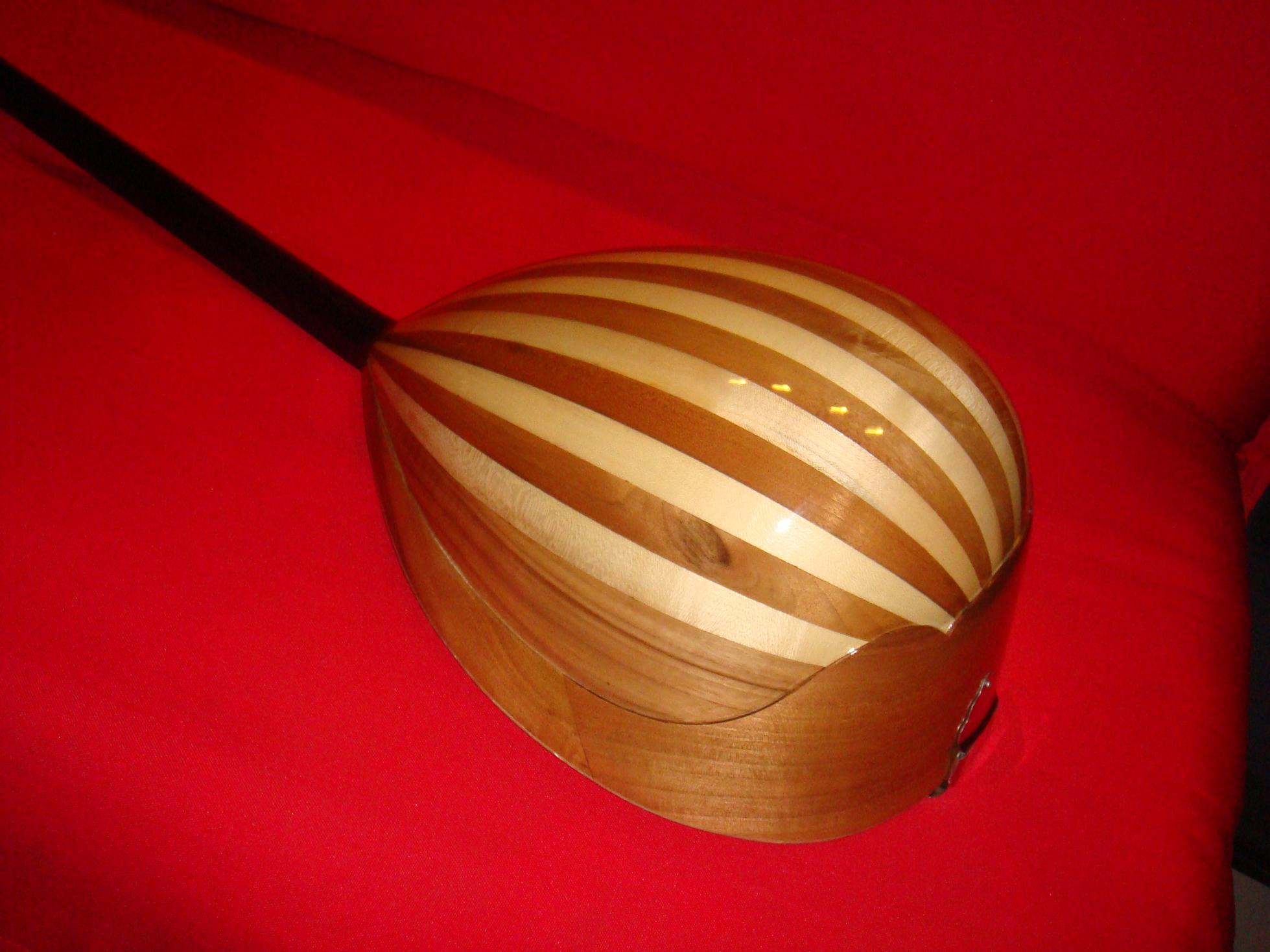
Tapa trasera multilaminada del buzuki tradicional

- Afinación: secuencia Do-Fa-La-Re (este último es el Re que viene a continuación del Do central). No obstante, en épocas recientes algunos intérpretes acostumbran afinar sus buzukis un tono más arriba, en secuencia Re-Sol-Si-Mi, tal vez porque esta afinación es la acostumbrada para las primeras cuatro cuerdas (las más agudas) de la guitarra. También es utilizada la afinación abierta, en la secuencia 1°- 4°- 8°- 3°, que permite marcar bajos con las últimas dos, díadas con las primeras.

### Otros tipos de buzukis
Existen distintos derivados del buzuki, como el saz turco y el buzuk libanés, que pertenecen a la misma familia de instrumentos del buzuki. Incluso existe un tipo de saz de tamaño mediano que se llama saz bozuk. En Marruecos existe el lotar, de 2 y 3 cuerdas. El buzuki irlandés, con cuatro pares de cuerdas, es un desarrollo más reciente, que data de la década de los años 60. El buzuki griego fue adoptado por la música tradicional irlandesa por Johnny Moynihan y Andy Irvine. Quizás el exponente más conocido de buzuki irlandés es Dónal Lunny. El buzuki irlandés tiene una construcción más rústica, con caja de frente y dorso planos y laterales ligeramente arqueados, y sus trastes (en lugar de bronce), suelen ser del alpaca. Se afina generalmente en Sol - Re - La - Re o Sol - Re - La - Mi. El largo del buzuki irlandés es de 22 a 26 pulgadas (550 a 660 mm). Se le conoce en Europa y en los Estados Unidos como mandola o mandolina octava. Peter Abnett, lutero inglés, continúa construyendo buzukis, mandolas y mandolinas en el presente.

## Intérpretes conocidos

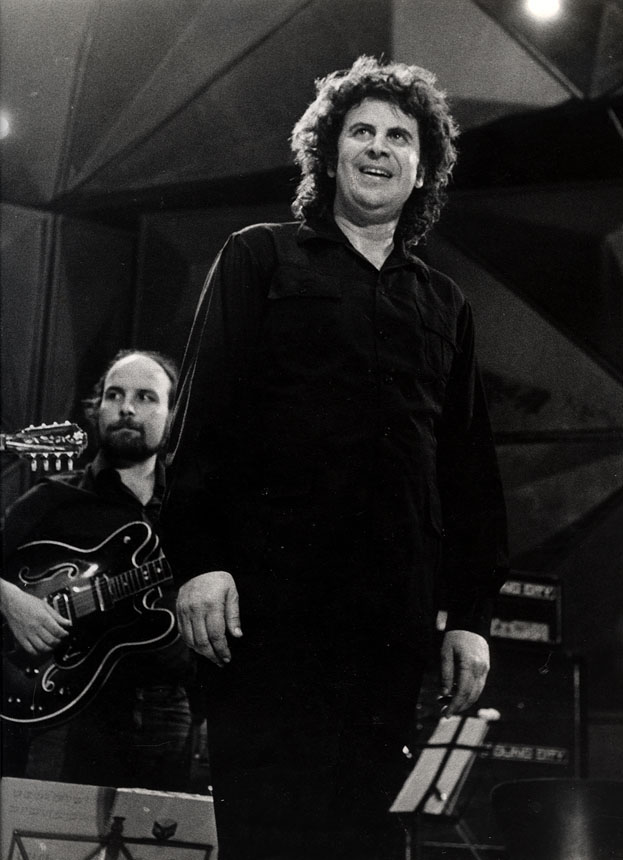
El músico e intelectual griego Mikis Theodorakis, mundialmente reconocido por su canción La Danza de Zorba, la obra más representativa ejecutada con buzuki

### Griegos
- Mikis Theodorakis.

- Márkos Vamvakáris.
- Pavlos Doukanaris

- Yiorgos Batis (Γιώργος Μπάτης)
- Vasílis Tsitsánis.
- Manolis Chiotis.
- Antonis.[6]

### Otros países
- Mike Oldfield.
- Frank Zappa.
- Brendan Perry.
- Keith Urban.
- Chrigel Glanzmann.
- Karl Sanders.
- Andy Irvine.
- Alex Lifeson.
- Yusuf / Cat Stevens.
- Gonzalo Hernán Gómez.
- Alexandros Tefarikis.